# The Rugby Championship 2024
El Rugby Championship 2024 fue la decimosegunda edición del torneo comenzado en 2012, que incluyó a los cuatro seleccionados de las asociaciones miembros de la SANZAAR: Argentina, Australia, Sudáfrica y Nueva Zelanda. Nueva Zelanda fue el campeón defensor.
El 28 de septiembre, Sudáfrica volvió a ganar el campeonato desde 2019 después de una victoria por 48-7 contra Argentina.

## Modo de disputa
El torneo fue disputado con el sistema de todos contra todos. Cada partido duró 80 minutos divididos en dos partes de 40 minutos.
Los cuatro participantes se agruparon en una tabla general teniendo en cuenta los resultados de los partidos mediante un sistema de puntuación, la cual se repartió:
- 4 puntos por victoria.
- 2 puntos por empate.
- 0 puntos por derrota.

También se otorgó punto bonus, ofensivo y defensivo:
- El punto bonus ofensivo se obtendría al marcar tres (3) o más tries (ensayos) que el oponente.
- El punto bonus defensivo se obtendría al perder por una diferencia de hasta siete (7) puntos.

Para determinar la posición de cada equipo, se utilizó la cantidad de puntos obtenidos y en el caso de que existiese un empate en ese rubro, la posición se determinaría a favor de aquel equipo que cumpliese con el siguiente listado, y de no existir diferencia, la posición se sortearía.
1. Más cantidad de victorias obtenidas.
2. Más cantidad de victorias contra el otro equipo en cuestión.
3. Mayor diferencia de puntos (puntos a favor menos puntos en contra).
4. Mayor diferencia de puntos (puntos a favor menos puntos en contra) en los partidos entre ambos equipos.
5. Mayor cantidad de tries (ensayos) anotados en la competencia.

## Equipos participantes
| Argentina | Australia | Nueva Zelanda | Sudáfrica  |
| --------- | --------- | ------------- | ---------- |
| Pumas     | Wallabies | All Blacks    | Springboks |

## Tabla de posiciones
| Pos. | Equipo        | Encuentros | Encuentros | Encuentros | Encuentros | Tantos | Tantos | Tantos | Bonus | Bonus | Puntos |
| Pos. | Equipo        | PJ         | PG         | PE         | PP         | F      | C      | Dif    | BO    | BD    | Puntos |
| ---- | ------------- | ---------- | ---------- | ---------- | ---------- | ------ | ------ | ------ | ----- | ----- | ------ |
| 1    | Sudáfrica     | 6          | 5          | 0          | 1          | 188    | 94     | +94    | 3     | 1     | 24     |
| 2    | Nueva Zelanda | 6          | 3          | 0          | 3          | 175    | 138    | +37    | 2     | 2     | 16     |
| 3    | Argentina     | 6          | 3          | 0          | 3          | 170    | 195    | -25    | 1     | 1     | 14     |
| 4    | Australia     | 6          | 1          | 0          | 5          | 107    | 213    | -106   | 0     | 1     | 5      |

## Resultados
BO: Punto de bonificación ofensivo.
BD: Punto de bonificación defensivo.

### Primera fecha
| 10 de agosto | Australia                                       | 7 - 33 BO | Sudáfrica | Suncorp Stadium, Brisbane                               |                                                         |
|              | Tries Paisami 76' Conversiones Lynagh (1/1) 77' | Reporte   | Tries Kolisi 10' du Toit 24' Arendse 35' Smith 62' Arendse 64' Conversiones Mngomezulu (4/5) 11', 25', 36', 65' | Asistencia: 52,019 espectadores Árbitro(s): Luke Pearce | Asistencia: 52,019 espectadores Árbitro(s): Luke Pearce |

| 10 de agosto | Nueva Zelanda | 30 - 38 | Argentina | Sky Stadium, Wellington                                   |                                                           |
|              | Tries Darry 15' Lienert-Brown 35' Tele'a 52' Conversiones McKenzie (3/3) 16', 36', 53' Penales McKenzie (3/3) 12', 27', 47' | Reporte | Tries Cinti 23' Carreras 38' Molina 43' Creevy 69' Conversiones Carreras (3/4) 39', 44', 69' Penales Carreras (4/4) 31', 50', 56', 79' | Asistencia: 25,000 espectadores Árbitro(s): Angus Gardner | Asistencia: 25,000 espectadores Árbitro(s): Angus Gardner |

### Segunda fecha
| 17 de agosto | Nueva Zelanda | BO 42 - 10 | Argentina | Eden Park, Auckland                                      |                                                          |
|              |               | Reporte    |           | Asistencia: 48000 espectadores Árbitro(s): Andrea Piardi | Asistencia: 48000 espectadores Árbitro(s): Andrea Piardi |

| 17 de agosto | Australia | 12 - 30 BO | Sudáfrica | Optus Stadium, Perth                                      |                                                           |
|              |           | Reporte    |           | Asistencia: 58,197 espectadores Árbitro(s): Paul Williams | Asistencia: 58,197 espectadores Árbitro(s): Paul Williams |

### Tercera fecha
| 31 de agosto | Sudáfrica | 31 - 27 BD | Nueva Zelanda | Ellis Park Stadium, Johannesburgo                        |                                                          |
|              |           | Reporte    |               | Asistencia: 62,000 espectadores Árbitro(s): Andrew Brace | Asistencia: 62,000 espectadores Árbitro(s): Andrew Brace |

| 31 de agosto | Argentina | BD 19 - 20 | Australia | Estadio Jorge Luis Hirschi, La Plata                        |                                                             |
|              |           | Reporte    |           | Asistencia: 28,000 espectadores Árbitro(s): Pierre Brousset | Asistencia: 28,000 espectadores Árbitro(s): Pierre Brousset |

### Cuarta fecha
| 7 de septiembre | Sudáfrica | 18 - 12 BD | Nueva Zelanda | Green Point Stadium, Cape Town                           |                                                          |
|                 |           | Reporte    |               | Asistencia: 57,733 espectadores Árbitro(s): Andrew Brace | Asistencia: 57,733 espectadores Árbitro(s): Andrew Brace |

| 7 de septiembre | Argentina | BO 67 - 27 | Australia | Estadio Brigadier General Estanislao López, Santa Fe      |                                                           |
|                 |           | Reporte    |           | Asistencia: 30,000 espectadores Árbitro(s): James Doleman | Asistencia: 30,000 espectadores Árbitro(s): James Doleman |

### Quinta fecha
| 21 de septiembre | Australia | BD 28 - 31 | Nueva Zelanda | Accon Stadium, Sidney                                    |                                                          |
|                  |           | Reporte    |               | Asistencia: 68,061 espectadores Árbitro(s): Karl Dickson | Asistencia: 68,061 espectadores Árbitro(s): Karl Dickson |

| 21 de septiembre | Argentina | 29 - 28 BD | Sudáfrica | Estadio Único Madre de Ciudades, Santiago del Estero          |                                                               |
|                  |           | Reporte    |           | Asistencia: 25,000 espectadores Árbitro(s): Christophe Ridley | Asistencia: 25,000 espectadores Árbitro(s): Christophe Ridley |

### Sexta fecha
| 28 de septiembre | Nueva Zelanda | BO 33 - 13 | Australia | Sky Stadium, Wellington               |  |
|                  |               |            |           | Árbitro(s): Nika Amashukeli (Georgia) |  |

| 28 de septiembre | Sudáfrica | BO 48 - 7 | Argentina | Estadio Mbombela, Mbombela                                               |  |
|                  |           |           |           | Asistencia: 43,578 espectadores Árbitro(s): Ben O'Keeffe (Nueva Zelanda) |  |

| Bandera de Sudáfrica |
| Campeón Sudáfrica    |
| Quinto título        |

## Goleadores
Damian McKenzie fue el máximo anotador del torneo.
| Jugador                   | Equipo     | Goles |
| ------------------------- | ---------- | ----- |
| Damian McKenzie           | All Blacks | 66    |
| Tomás Albornoz            | Los Pumas  | 44    |
| Santiago Carreras         | Los Pumas  | 36    |
| Noah Lolesio              | Wallabies  | 35    |
| Sacha Feinberg Mngomezulu | Springboks | 35    |

## Premios especiales
- Bledisloe Cup:  Nueva Zelanda
- Mandela Challenge Plate:  Sudáfrica
- Freedom Cup:  Sudáfrica
- Trofeo Puma:  Argentina